# La Crucifixion (Le Pérugin et Signorelli)
La Crucifixion   est une peinture religieuse du Pérugin et de Luca Signorelli, datant de 1483-1495 environ, conservée à la Galerie des Offices de Florence.

## Histoire
L'œuvre a été réalisée en même temps que La Pietà et L'Agonie dans le jardin, pour l'église du couvent des frères jésuates San Giusto alle mura.
Giorgio Vasari a vu les tableaux et les a décrits sur les autels latéraux de l'église. Après la destruction de l'église en 1529 pendant le siège de Florence, les trois peintures ont été emmenées dans leur nouvelle église dans le couvent San Giovanni Battista della Calza, près de la Porta Romana.
Après la suppression du couvent, le tableau a été transféré plusieurs fois et a fini par être acheté par les Offices en 1904 pour la somme de trente mille lires.
La datation de l'œuvre ainsi que l'attribution est incertaine : Venturi et Schmarsow l'attribuent à un élève du Pérugin, tandis que les autres historiens de l'art sont divisés entre l'attribution au seul Pérugin ou au Pérugin en collaboration avec Luca Signorelli.
La datation oscille entre des périodes imprécises (1470 - 1478) ou encore 1480 - 1490 en relation aux trois tableaux réalisés pour les frères jésuates.

## Thème
Le thème de l'œuvre est celui de l'iconographie chrétienne de la Crucifixion, amenant le Christ à sa mort au terme de sa Passion ; c'est également, dans la représentation populaire, une des stations du Chemin de Croix.

## Description
La scène montre Jésus Christ sur la croix se détachant sur un ciel azur encadré par deux quintes de roches dégradantes sur les côtés où se trouvent une série de saints.
De gauche à droite on trouve saint Jérôme, l'inspirateur des moines Jésuates, en position dominante vers le spectateur, saint François, Marie Madeleine touchant les pieds du Christ, le bienheureux Giovanni Colombini, fondateur des frères jésuates et saint Jean protecteur de Florence, indiquant le Christ de sa main droite.
Le chapeau de cardinal de saint Jérôme est jeté à terre au pied de la croix en signe de renoncement aux honneurs terrestres.
La scène est caractérisée par un chiaroscuro incisif, avec une forte lumière tranchante, générant de longues ombres sur le sol, comparable au style du jeune Pérugin dans sa phase « verrocchiesque » ou à Signorelli.
Le paysage par contre est typique du style du Pérugin avec une série de monts et collines pointillées d'arbrisseaux qui se dégrade dans le lointain selon les règles de la Perspective atmosphérique, rendant l'espace ample et profond.

## Sources
- (it) Cet article est partiellement ou en totalité issu de l’article de Wikipédia en italien intitulé « Crocifissione (Perugino e Signorelli) » (voir la liste des auteurs).